# Ponte di San Francesco di Paola
Il ponte di San Francesco di Paola di Taranto, più noto come "ponte girevole" per la possibilità di aprirsi al passaggio delle navi, è la struttura che collega l'isola del Borgo Antico con la penisola del Borgo Nuovo. È stato inaugurato il 22 maggio 1887 dall'ammiraglio Ferdinando Acton. Il ponte sovrasta un canale navigabile lungo 375 metri, largo 73 metri e profondo 12 metri, che unisce il Mar Grande al Mar Piccolo. La larghezza nel tratto più stretto del canale è di 58 metri.

## Storia del ponte
Realizzato dall'Impresa industriale italiana di costruzioni metalliche (Castellammare di Stabia) di Alfredo Cottrau, su progetto dell'ingegner Giuseppe Messina che ne diresse i lavori di costruzione, era originariamente costituito da un grande arco a sesto ribassato in legno e metallo, diviso in due braccia che giravano indipendentemente l'una dall'altra attorno ad un perno verticale posto su uno spallone. Il funzionamento avveniva grazie a due grandi motori elettrici che azionavano le due braccia del ponte.
La struttura venne successivamente rimodernata negli anni 1957-1958,mantenendo di fatto inalterati i principi ingegneristici della allora costituenda Direzione del genio militare per la Marina. Il progetto fu realizzato dalla Società Nazionale Officine di Savigliano, per tutto quello che riguardava gli organi meccanici ed i comandi elettrici. Il nuovo ponte fu inaugurato dal presidente della Repubblica Giovanni Gronchi il 10 marzo 1958, e venne intitolato a san Francesco di Paola, protettore delle genti di mare.

## Struttura
Il ponte misura attualmente 89,9 metri di lunghezza e 9,3 metri di larghezza. Il ponte girevole è sottoposto periodicamente ad accurati interventi di manutenzione, sia degli organi meccanici che dell'intera struttura metallica. Ciascun semiponte che costituisce di fatto la sua struttura, ruota intorno ad un perno centrale ancorato tramite tirafondi alla banchina in cemento, muovendosi sopra una cremagliera mediante un pignone sempre in presa azionato da un motore elettrico. Il tutto poggia su una pista di rotolamento costituita da una serie di cilindri di acciaio. L'apertura del ponte, si rende necessaria per consentire il passaggio delle grandi navi militari dirette alle banchine ed ai bacini dell'Arsenale della Marina Militare situati nel Mar Piccolo per i lavori di manutenzione. La gestione dell'apertura, così come la manutenzione, sono affidate alla Marina Militare.

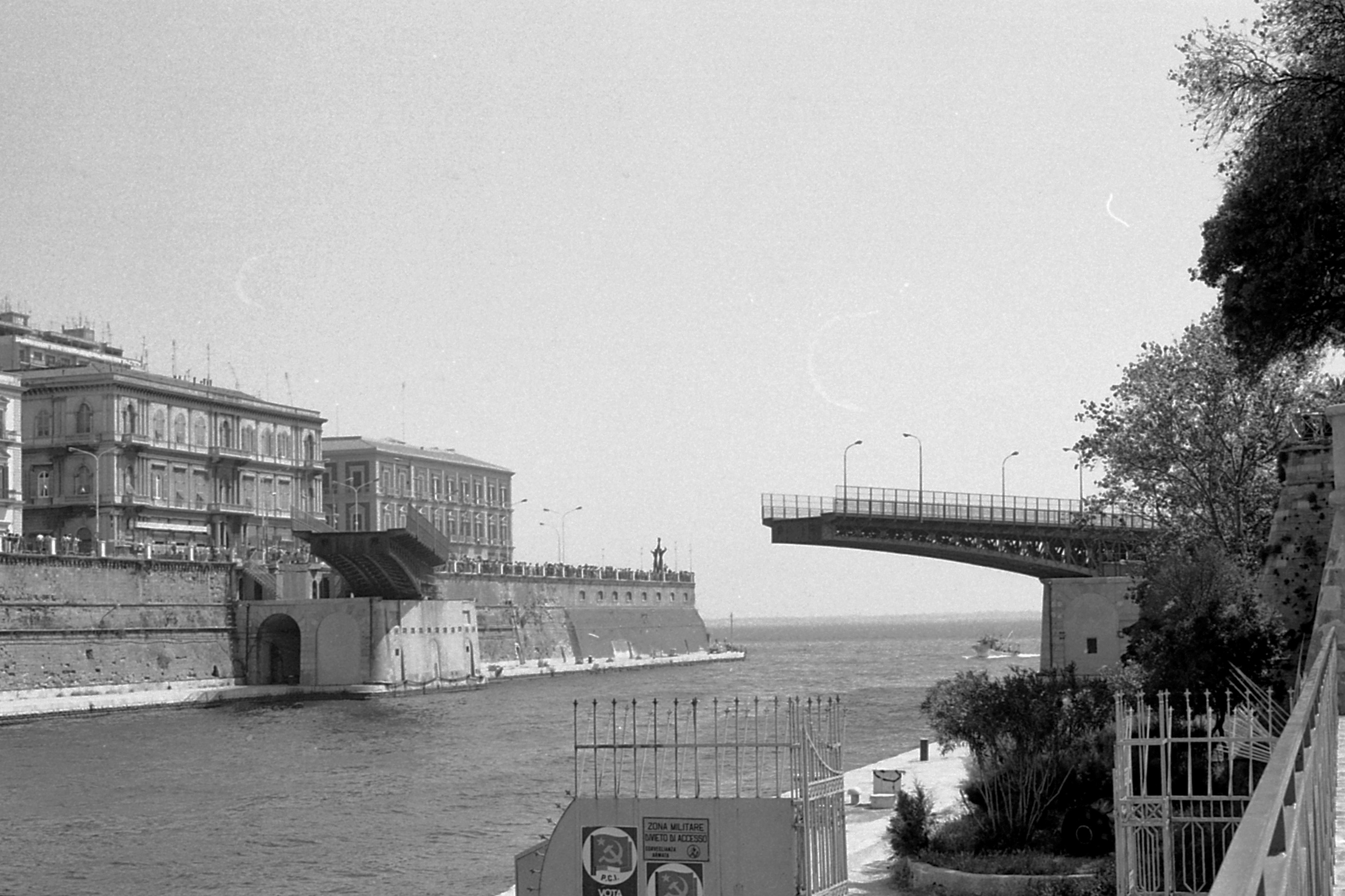
Il ponte mostrato in apertura

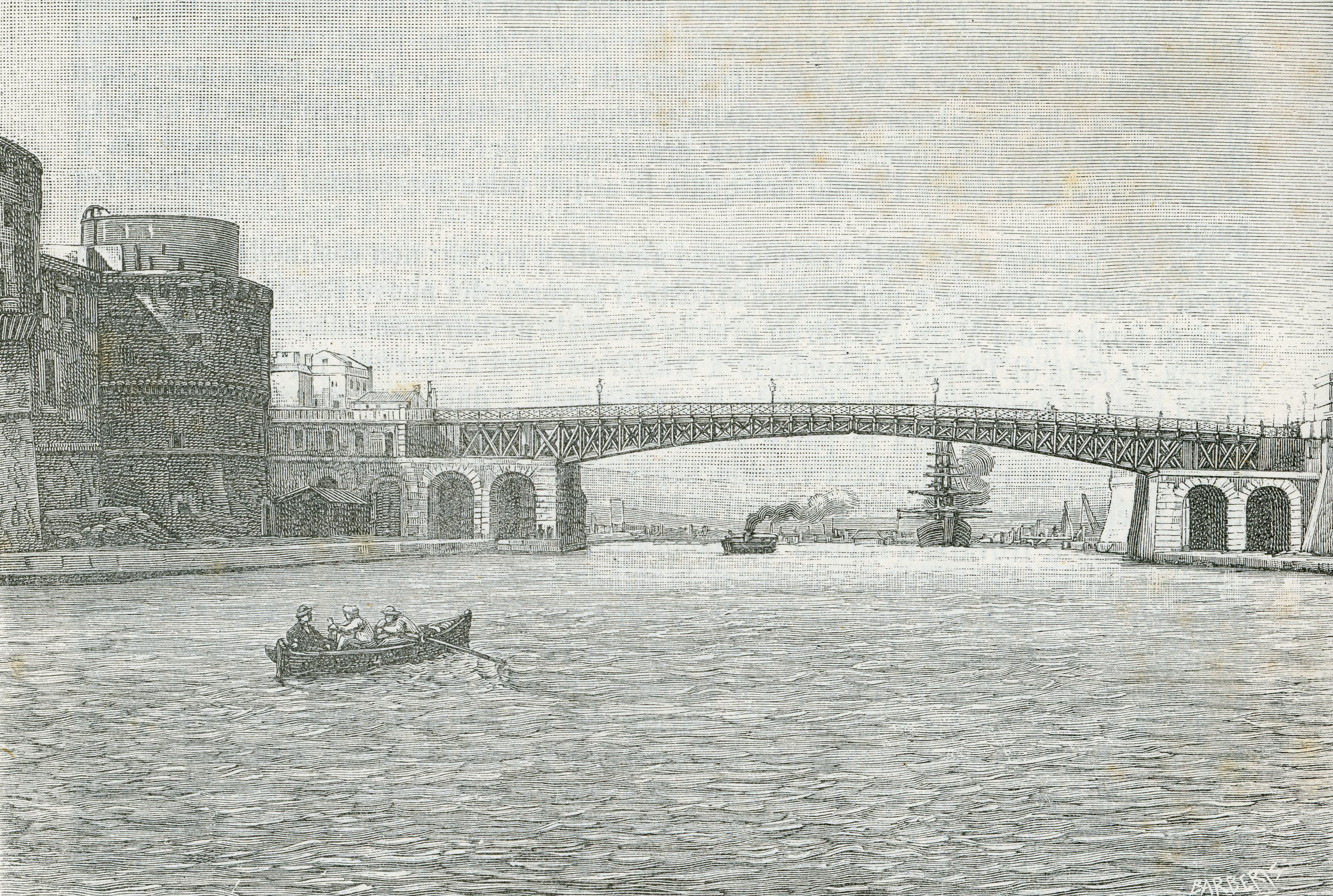
Taranto: ponte (chiuso) girante sul canale che unisce il Mar Grande col mare Piccolo (xilografia di Barberis 1898).

Le procedure di apertura e di chiusura del ponte richiedono complessivamente una ventina di minuti, le manovre sono condotte dall'interno di due cabine di pilotaggio situate nei pressi di ciascun semiponte, mentre quattro operai controllano il corretto funzionamento dei dispositivi automatici, pronti ad intervenire in caso di avaria degli stessi.
Le prime operazioni manuali da compiere sono quelle di rimozione degli otto calaggi e di sganciamento dei due chiavistelli posti alle estremità, che hanno lo scopo di rendere il ponte stabile quando è chiuso. L'apertura vera e propria inizia con la rotazione di circa 45° del semiponte lato Borgo Antico, quindi con la rotazione di 90° del semiponte lato Borgo Nuovo, seguita dal completamento della rotazione di quello lato Borgo Antico.
Il ponte girevole costituisce il principale simbolo della città di Taranto, e può essere considerato per la sua unicità una mirabile opera d'ingegneria navale. Inoltre, il transito delle navi con l'equipaggio sul ponte è un momento molto suggestivo per i familiari e gli amici che salutano i propri cari dal lungomare.
Nel 1985 il ponte girevole è oggetto di un restauro il quale è consistito nel rifacimento dei solai di appoggio dei due semiponti con una nuova struttura in calcestruzzo armato, nella sostituzione dei due cuscinetti reggispinta di appoggio, dei motori e delle ruote dentate necessari per la loro rotazione, nella sabbiatura e verniciatura delle strutture metalliche. Durante i lavori, durati circa tre mesi, il collegamento delle due parti della città è stato possibile grazie ad un ponte di barche torpediniera con la discesa del Vasto.

## Il ponte in letteratura e nel cinema
Il ponte appare in alcuni film, il più antico dei quali è senz'altro La nave bianca, girato a Taranto nel 1941. Anche Gabriele D'Annunzio cita la struttura in un suo poema:
A che, fra San Cataldo e il tuo più vecchio
muro che sa Bisanzio ed Aragona,
che sa Svezia ed Angiò, tendi l'orecchio?
Non balena sul Mar Grande né tuona.
Ma sul ferrato cardine il tuo Ponte
gira e del ferro il tuo Canal rintrona.
Passan così le belle navi pronte
per entrar nella darsena sicura,
volta la poppa al jonico orizzonte.»
(Gabriele D'Annunzio - Laudi del Cielo del Mare della Terra e degli Eroi, libro IV)
Il ponte girevole è anche la destinazione di uno dei frequenti viaggi automobilistici del conte Oddino degli Oddi-Semproni e delle sue due zie, in Sipario ducale di Paolo Volponi, romanzo del 1975, ambientato nella Urbino del 1969.
Nel 2018 sono state girate numerose scene della pellicola 6 Underground, diretto da Michael Bay. Nonostante il capoluogo jonico sia stato teatro di numerosi ciak, questi nella finzione risulteranno ambientati a Beirut.